# Dassault MD 453 Mystère III
Il Dassault MD 453 Mystère III (noto anche come Mystère de nuit, letteralmente dal francese: Mistero della notte) era un caccia monoreattore francese prodotto dalla Dassault Aviation nel 1952.

## Sviluppo e caratteristiche
Fu progettato su richiesta dell'Armée de l'air francese, che necessitava della presenza tra le sue file di un tipo di caccia per il volo ed il combattimento notturno. Il prototipo nº 11 dell'Ouragan era già stato realizzato a dimostrazione di questo fine e pilotato per la prima volta da Charles Monier il 24 gennaio 1952. Il 18 luglio 1950 Marcel Dassault firmò un contratto che prevedeva la realizzazione di un caccia notturno, l'MD 451, ma con lo sviluppo dell'MD 452 Mystère II nel luglio 1951, si pensò di sostituire i 451 ad ala dritta con dei nuovi modelli con ali a freccia, gli MD 453 Mystère III.
A differenza dell'MD 452, su cui era basato, il Mystère III venne equipaggiato di un motore Rolls-Royce Tay, ed era omologato per due piloti. La freccia alare era inoltre leggermente diversa (32º invece di 30º). Vennero poi aggiunti dei cannoni da 30mm e le prese d'aria divennero due, posizionate una per ogni fiancata.
Tuttavia, nell'interesse di arrivare alla costruzione di un caccia notturno più evoluto, come il Mystère IV e a causa della totale mancanza di un radar meteorologico, altri due esemplari già programmati non vennero mai realizzati.

## Impiego
L'unico esemplare costruito effettuò il primo volo alla base aerea di Melun-Villaroche il 18 luglio 1952, pilotato da Kostia Rozanoff. Venne in seguito utilizzato per testare dei sedili eiettabili prodotti dalla SNCASO e finì la sua carriera nel dicembre 1953, dopo oltre 146 test effettuati.

## Operatori militari
Francia
- Armée de l'air